# Hoyo de Manzanares
Hoyo de Manzanares település Spanyolországban, Madrid tartományban. Hoyo de Manzanares Torrelodones, Galapagar, Moralzarzal, Becerril de la Sierra, Colmenar Viejo, Madrid és Fuencarral-El Pardo községekkel határos. Lakosainak száma 9178 fő (2024).

## Népesség
A település népessége az utóbbi években az alábbiak szerint változott:
| Lakosok száma | 6013 | 6892 | 7298 | 7580 | 7812 | 7834 | 8032 | 8434 | 8811 | 9178 |
|               | 2001 | 2004 | 2007 | 2009 | 2012 | 2014 | 2017 | 2019 | 2022 | 2024 |